# Lidia Trettel
Lidia Trettel (n. 5 aprilie 1973, Cavalese, Trentino-Tirolul de Sud, Italia) este o sportivă ce a reprezentat Italia, medaliată olimpică. A participat la o ediție a Jocurilor Olimpice (2002) în care a câștigat o medalie de bronz.

## Participări
Lista de mai jos prezintă principalele competiții la care a participat Lidia Trettel de-a lungul carierei.
- snowboarding at the 2002 Winter Olympics – women's parallel giant slalom[*]